# Godło Bhutanu
Godłem Bhutanu jest czerwone koło,  wewnątrz którego znajduje się podwójny symbol dordże reprezentujący harmonię między świecką i religijną władzą, kwiat lotosu symbolizujący moralność, klejnot oznaczający suwerenność i dwa smoki - samiec i samica - symbolizujące nazwę państwa.
Wiele symboli występujących na godle ma swoje korzenie w buddyzmie.